# Sophie Charlotte von Sell
Sophie Charlotte von Sell, född 25 december 1864 i Schwerin, död 14 juni 1941 i Stockholm, var en tysk författarinna.
Sophie Charlotte von Sell, som länge var bosatt i Berlin, författade noveller och romaner (Die helle Nacht, 1909, Weggenossen, 1911, 3:e upplagan 1914, Unterirdische Wazser, 1912, 2:a upplagan samma år, och Der heilige Feuer, 1914, med flera), dikter (Der Wandrer, 1898, Germanische Gestalten, 1914, en samling ballader, av vilka ett stort antal behandlar svenska personligheter) och Bismarcks Frau (1913; 6:e upplagan 1915). Hennes grav befinner sig på Norra begravningsplatsen.